# Jaime Robles
Jaime Robles Céspede (Montero, 2 de fevereiro de 1978) é um ex-futebolista profissional boliviano que atuava como defensor.

## Carreira
Jaime Robles se profissionalizou no Destroyers.

## Seleção
Jaime Robles integrou a Seleção Boliviana de Futebol na Copa América de 2011.